# Vrouwvriendelijke erotiek
Vrouwvriendelijke erotiek, vrouwvriendelijke porno of porna is erotisch materiaal dat zich richt op de vrouwelijke beleving. Het gaat om erotiek, sensualiteit en pornografie dat zich richt op vrouwelijk genot, en niet geconcentreerd is op de mannelijke erectie zoals dat bij veel reguliere porno het geval is.
Vrouwvriendelijke porno is vaak net zo expliciet als reguliere, het gaat dus niet alleen om 'softcore', maar ook om 'hardcore' pornofilms, het verschil zit er eerder in dat de vrouw als een gelijkwaardige tegenspeler wordt gezien en niet wordt geobjectiveerd. In de verhaallijnen is aandacht voor de spanningsopbouw en voor het vrouwelijk genot middels handelingen als cunnilingus.

## Geschiedenis
Als uitvloeisel van de seksuele revolutie begon ook het bewustzijn op te komen, dat vrouwen erotiek op een eigen wijze ervaren. Daardoor groeide het besef dat vrouwen op een andere manier benaderd moesten worden dan mannen. Waar in de jaren zeventig feministen zich nog tegen pornografie verzetten, ontstond in de jaren tachtig de beweging 'sex positive feminism'. Hierdoor ontstonden er ook vrouwvriendelijke seksshops, zoals Mail & Female in 1988. Al snel volgden er meer kleine vrouwvriendelijke seksshops. Zij probeerden meer begrip te kweken voor een andere benaderingswijze: een benadering die vrouwen meer aansprak. Desondanks bleven veel van deze initiatieven klein. Met de opkomst van het internet begin 21e eeuw neemt porno een vlucht en krijgt ook porno voor vrouwen voet aan de grond.